# Edith Hancke
Edith Hancke (14 de octubre de 1928 - 4 de junio de 2015) fue una actriz teatral, cinematográfica, televisiva y de voz de nacionalidad alemana.

## Biografía
Nacida en Berlín, Alemania, e hija de un empleado de banca, Hancke creció en Charlottenburg, asistiendo a los 20 años de edad a una escuela de actuación en el barrio berlinés de Wilmersdorf. Sus primeros compromisos laborales llegaron con películas de la Deutsche Film AG rodadas en Babelsberg. Tras actuar en cuatro producciones en la República Democrática de Alemania, la actriz decidió mudarse al Oeste.
Aparte de sus numerosas actuaciones cinematográficas y televisivas, Hancke también actuó en diferentes teatros de Berlín, recibiendo en más de una ocasión el Premio Goldenen Vorhang a la actriz berlinesa más popular. Además, durante dos años Edith Hancke actuó como miembro del cabaret Die Stachelschweine. Para la popular serie radiofónica Pension Spreewitz, emitida por la Rundfunk im amerikanischen Sektor (RIAS), la actriz participó en un total de 150 episodios. Con 72 años de edad, y a lo largo de un año, participó en la representación de la obra Fenster zum Flur. Desde 1981 a 1987 trabajó en otra serie radiofónica de la RIAS, Damals war’s – Geschichten aus dem alten Berlin, siendo la narradora de la misma en ese período, en sustitución del fallecido Ewald Wenck.
Hancke trabajó como actriz de doblaje, con una característica voz resultante de una fallida intervención de amigdalectomía, pudiendo ser escuchada en filmes como el musical checoeslovaco Joe Cola-Loca (1965). Desde 1991 a 1994 fue actriz de voz en la serie estadounidense Dinosaurios, doblando al personaje de Bebe Sinclair.
Desde 1972 estuvo casada con el actor Klaus Sonnenschein, a quien había conocido en 1970 en el Theater Tribüne, viviendo ambos en Holstein y en Berlín
Edith Hancke falleció en Berlín, Alemania, en 2015, a causa de un cáncer. Tenía 86 años de edad. El 16 de junio de 2015 se celebró un funeral en el Cementerio Waldfriedhof Zehlendorf, donde fue enterrada.

## Premios (selección)
- Premio Teatral Goldener Vorhang (1977, 1980, 1985–1989, 1991, 1992, 2002, 2006)
- Cruz de caballero de la Orden del Mérito de la República Federal de Alemania (11 de mayo de 1987)
- Verleihung der Goldenen Kamera por su trayectoria en el año 2000[8]

## Filmografía (selección)
- 1949 : Der Biberpelz
- 1950 : Bürgermeister Anna
- 1950 : Die lustigen Weiber von Windsor
- 1951 : Modell Bianka
- 1954 : Raub der Sabinerinnen
- 1955 : Himmel ohne Sterne
- 1956 : Der Hauptmann von Köpenick
- 1956 : Ein Mann muss nicht immer schön sein
- 1956 : Wenn wir alle Engel wären
- 1957 : Frühling in Berlin
- 1958 : Madeleine Tel. 13 62 11
- 1958 : Schmutziger Engel
- 1958 : Schwarzwälder Kirsch
- 1958 : Meine 99 Bräute
- 1958 : Kleine Leute mal ganz groß
- 1958 : Der Maulkorb
- 1958 : Ohne Mutter geht es nicht
- 1959 : Natürlich die Autofahrer
- 1959 : Peter schießt den Vogel ab
- 1959 : Arzt aus Leidenschaft
- 1959 : Als geheilt entlassen
- 1959 : Kriegsgericht
- 1960 : Die Hesselbachs (TV)
- 1961 : Bei Pichler stimmt die Kasse nicht
- 1961 : Geliebte Hochstaplerin
- 1961 : Vertauschtes Leben
- 1961 : Die Ehe des Herrn Mississippi
- 1961 : Die seltsame Gräfin
- 1961 : So liebt und küßt man in Tirol
- 1961 : Am Sonntag will mein Süßer mit mir segeln gehn
- 1962 : Dicke Luft
- 1962 : Ohne Krimi geht die Mimi nie ins Bett
- 1963 : Frühstück im Doppelbett
- 1964 : Holiday in St. Tropez
- 1964 : Die schwarzen Adler von Santa Fe
- 1965 : Das ist Stern schnuppe (serie TV), 7 episodios
- 1965 : Tausend Takte Übermut
- 1967 : Das große Glück
- 1967 : Mittsommernacht
- 1968 : Otto ist auf Frauen scharf
- 1968 : Paradies der flotten Sünder
- 1969 : Heintje – Ein Herz geht auf Reisen
- 1969 : Warum hab’ ich bloß 2× ja gesagt?
- 1969 : Charley’s Onkel
- 1971 : Unser Willi ist der Beste
- 1973 : Unsere Tante ist das Letzte
- 1973 : Alter Kahn und junge Liebe
- 1973 : Lokaltermin (serie TV)
- 1977 : Drei Damen vom Grill (serie TV)
- 1978 : Café Wernicke (serie TV)
- 1978 : Ein Mann will nach oben (serie TV), varios episodios
- 1978 : Tatort (serie TV), episodio Rechnung mit einer Unbekannten
- 1980–1984 : Wissen sie es besser? (serie)
- 1981 : Sonne, Wein und harte Nüsse (serie TV), episodio Die Sache mit der klassischen Bildung
- 1982 : Meister Eder und sein Pumuckl (serie TV)
- 1984 : Berliner Weiße mit Schuß (serie TV), dos episodios
- 1990 : Hotel Paradies (serie TV), un episodio
- 1993–1994 : Auto Fritze (serie TV)
- 2002 : Aus lauter Liebe zu Dir (TV)
- 2002 : Mord an Bord (TV)
- 2003 : Das Geheimnis der Frösche
- 2004 : Zwei Männer und ein Baby (TV)
- 2005 : Heiraten macht mich nervös (TV)
- 2006 : Vater Undercover – Im Auftrag der Familie (TV)
- 2007 : Ich leih’ mir eine Familie (TV)
- 2009 : Schaumküsse (TV)

## Radio
- 1973 : Aasgeier, de R. D. Wingfield, dirección de Otto Düben (Süddeutscher Rundfunk)